# Zeche Wilhelmine Mevissen

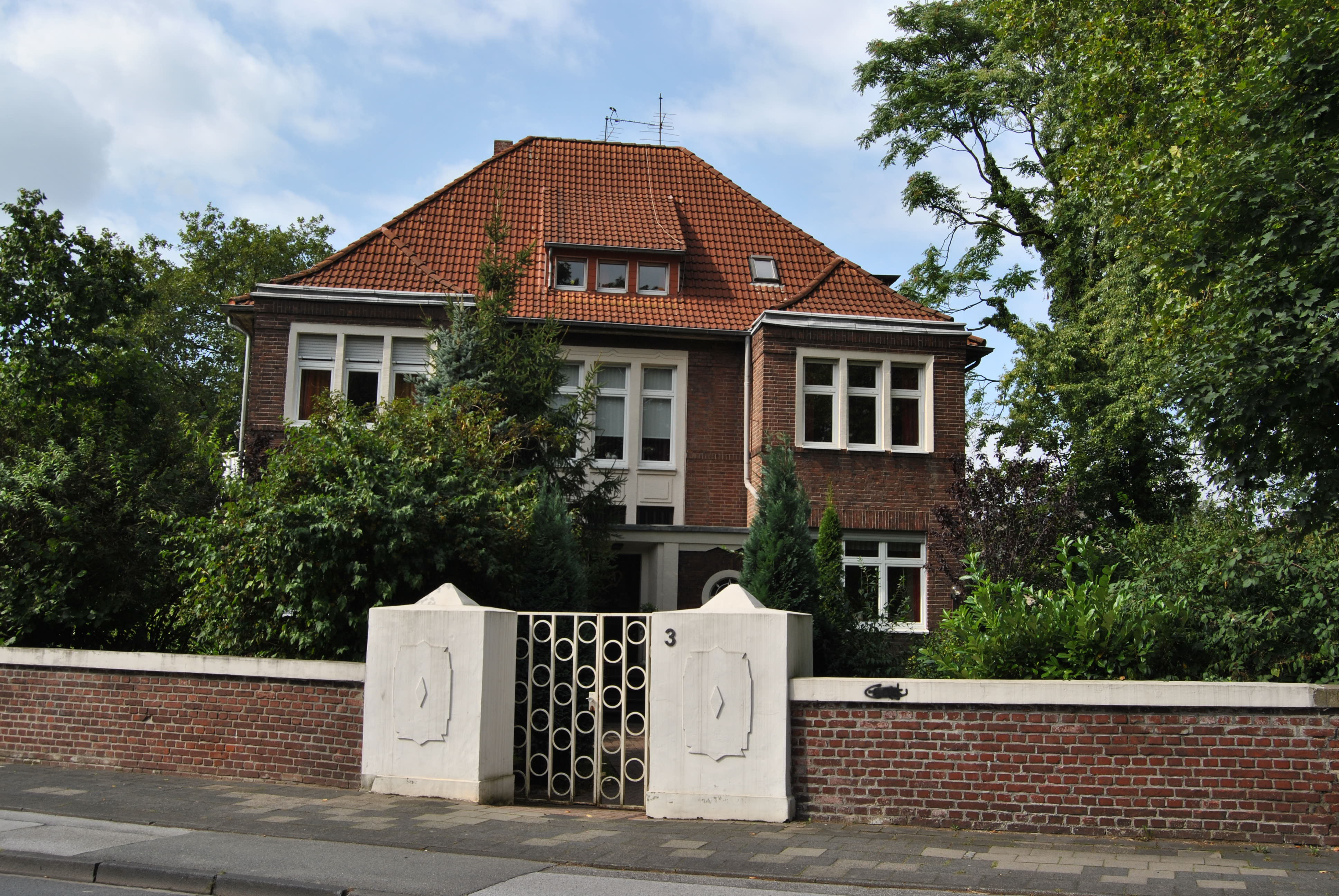
Direktorenvilla der Zeche Mevissen, Schauenplatz

Die Zeche Wilhelmine Mevissen war ein Steinkohlen-Bergwerk in Bergheim in der Gemeinde Hochemmerich im damaligen Kreis Moers. Später lag es in der Gemeinde Rheinhausen, die 1975 als Duisburg-Rheinhausen ein Bezirk der Stadt Duisburg wurde.

## Geschichte
1872 erfolgte die Verleihung des Steinkohlenbergwerkes Wilhelmine Mevissen durch Feldesteilung des 1857 gemuteten Grubenfeldes der Diergardt. Am 23. Juni 1874 wurde das verliehene Feld durch reale Teilung in drei selbständige Einzelfelder aufgeteilt, eines war das Feld Wilhelmine Mevissen mit 10.695.983 m² im Eigentum von Franz Wilhelm Koenigs und Mevissen.
Am 1. Juli 1912 begann die am 8. August 1903 gegründete Gewerkschaft Wilhelmine Mevissen in Rheinhausen-Bergheim mit dem Abteufen einer Doppelschachtanlage im Gefrierverfahren. Am 28. Oktober 1913 wurde in Schacht Melissen I bei 107,3 m das Steinkohlegebirge angetroffen. Das Teufen wurde bei einer Endteufe von 305 m Ende 1913 eingestellt. Der Schacht Wilhelmine Melissen II, der zeitgleich auch mit dem Gefrierverfahren abgeteuft wurde, erreicht seine Endteufe von 216 m im Jahr 1913. Ein Jahr später begann dort die planmäßige Förderung. Es war geplant, beide Schächte zu gleichberechtigten Förderschächten auszubauen. Aufgrund der politischen Entwicklung 1914 wurde nur über Schacht 1 ein Fördergerüst errichtet, Schacht 2 wurde als Wetterschacht eingerichtet.
Die Förderung an Anthrazitkohle betrug bald 600.000 t jährlich. Auf der Schachtanlage 1/2 wurde im Jahre 1914 eine Brikettfabrik errichtet, die 1928 wieder stillgelegt wurde. Auf der anderen Seite der Moerser Straße entstand rund um den Schauenplatz Anfang der 1920er Jahre eine inzwischen denkmalgeschützte Siedlung für die Beschäftigten der Zeche.
Im Jahr 1924 wurden das Grubenfeld Fritz in Rumeln und in 1927 das Feld Tellus II erworben. Beide Felder grenzten an die westliche Markscheide des Mevissen'schen Grubenfelds. Ebenfalls 1927 ging die Gewerkschaft Wilhelmine Mevissen zusammen mit der Gewerkschaft der Zeche Diergardt in die neu gegründete Diergardt-Mevissen Bergbau-AG mit Sitz in Rheinhausen-Hochemmerich über. Bereits Mitte der 1920er Jahre war eine Verbindung zwischen den beiden Zechen aufgefahren worden um die Druckluftversorgung beider Gruben zu koppeln und Druckluftschwankungen ausgleichen zu können. Beide Betriebe bewahrten aber ihre betriebstechnische Selbständigkeit.
Nach Überwindung der Weltwirtschaftskrise gegen Mitte der 1930er Jahre wurde der Zeche Wilhelmine Mevissen das Grubenfeld Fritz im südlichen Teil an der Grenze zu Krefeld zum weiteren Aufschluss zugewiesen. Um das westliche Grubenfeld zu erschließen und die Wettersituation zu verbessern, und um die langen Anfahrtwege untertage zu verkürzen, wurde Mitte der 1930er Jahre mit der Planung eines Wetterschachts begonnen. Am 1. Juni 1937 wurde mit dem Abteufen eines Wetterschachtes in Rumeln begonnen, der zunächst Schacht Fritz genannt wurde, er ging 1938 in Betrieb. Hierzu kam wieder das bewährte Gefrierverfahren zur Anwendung. Später erhielt dieser Schacht den Namen Schacht Rumeln. Bereit im September wurde bei 163,5 m das Steinkohlengebirge erschlossen. Die Teufarbeiten wurden im Mai 1939 abgeschlossen.
Anfang März 1945 wurde beim Rückzug vor dem Herannahen der alliierten Streitkräfte der Außenschacht von rückziehenden Verbänden der Wehrmacht durch Sprengungen unbenutzbar gemacht. Der Schacht musste nach Kriegsende neu aufgebaut werden.
Bis 1949 wurde der Schacht Mevissen I auf eine Teufe von 750 m abgeteuft um die unterhalb der 4. Sohle anstehenden Kohlevorräte abbauen zu können. 1950 ging Schacht Rumeln mit neuem Fördergerüst und erneuerten Tagesanlagen wieder in Betrieb. Er übernahm die zentrale Materialversorgung und Seilfahrt der Abbaustrebe, da ansonsten weiterhin nur Schacht Wilhelmine Mevissen 1 über eine Fördereinrichtung verfügte.
1952 wurde die Bergwerksgesellschaft Diergardt-Mevissen in eine Aktiengesellschaft umgewandelt und nannte sich fortan Diergardt-Mevissen Bergbau AG. Der Hauptaktionär war die Mathias Stinnes AG, die 1956 ihre Bergbausparte in der Steinkohlenbergwerke Mathias Stinnes AG vereinigte. In dieser Aktiengesellschaft wurden die Rheinhauser Schachtanlagen zur Zechengruppe Diergardt-Mevissen. 1957 erfolgte untertägig der Durchschlag mit Wilhelmine Mevissen, da langfristig die Zusammenfassung beider Schachtanlagen geplant war.
1957 wurden diverse Maßnahmen zur Rationalisierung der Förderung durch die Diergardt-Mevissen Bergbau AG vorgenommen. So wurde ein untertägiger Durchschlag mit der benachbarten Zeche Diergardt hergestellt, um eine künftige Zusammenfassung der Bergwerke zu ermöglichen. Von 1959 bis 1960 ist als zusätzlicher Wetterschacht in Kaldenhausen der Bohrschacht Kaldenhausen niedergebracht worden. 1961 wurde eine Anthrazitkohlenwäsche in Betrieb genommen, die im Jahre 1970 eine Erweiterung erfuhr.
1967 wurde der Zeche das Grubenfeld der stillgelegten Zeche Diergardt zum weiteren Abbau zugewiesen. 1968 ging die Diergardt-Mevissen Bergbau-AG in die neu gegründete Ruhrkohle AG ein. Die Zeche Mevissen wurde der Bergbau AG Niederrhein zugeordnet.
Am 9. September 1970 protestierten zahlreiche Bergleute der Zeche Mevissen gegen die von der Ruhrkohle AG geplante Angleichung der Prämiensätze zusammen mit den Bergleuten der Zeche Friedrich-Heinrich unter Tage, sodass an diesem Tag keine Kohle gefördert wurde.
Im Jahre 1970 betrug die Jahresförderung 950.000 t Kohle jährlich. Nachdem sich die Auftragslage in den Jahren 1970/1971 nach der ersten Kohlenkrise wieder deutlich verbesserte und auch die Rationalisierungs- und Mechanisierungsvorhaben nicht erfolglos waren, war das Jahr 1972 ein reines Fiasko. Die Nachfrage nach Hausbrand ging rapide zurück. Da das verbliebene Grubenfeld zudem über starke geologische Störungen verfügte, beschloss die Geschäftsführung am 30. November 1972 die Stilllegung der Zeche Mevissen, die zum 30. Juni 1973 mit einer letzten Fahrt des Förderkorbs um 12:15 Uhr erfolgte.
Insgesamt wurden 34 Mio. Tonnen Kohle in den 61 Betriebsjahren gefördert. Alle Mitarbeiter, die nicht nach Sozialplan und Anpassungsmaßnahmen ausscheiden konnten, wurden zu den Zechen Rheinpreußen und Niederberg verlegt.
Die Schächte wurden verfüllt und die Anlagen abgebrochen. Am 18. November 1974 wurde das Fördergerüst gesprengt. Auf dem Gelände der Schachtanlage 1/2 befindet sich heute ein 16 ha großes Gewerbegebiet. Von den Nebenschächten ist keine Spur mehr zu finden.
Nach einem Zeitungsbericht aus dem Jahre 2017 soll sich eine Firma gefunden haben, die Grubengas aus dem Mevissenfeld erschließen will.